# Agujeros en el cielo
Agujeros en el cielo és una pel·lícula espanyola dirigida per Pedro Mari Santos l'any 2003 i estrenada l'any 2004.

## Argument
Pablo (Ander Lipus), un locutor d'una important cadena de ràdio, és induït per una companya de feina a posar diners a fi que uns pinxos donin una pallissa a un dels trepas de l'empresa. Als pinxos se'ls va la mà i la pallissa acaba en mort. Pablo decideix deixar-lo tot i abandona el seu lloc de treball refugiant-se en una emissora de ràdio local a la ciutat que el va veure néixer.

## Repartiment
- Edurne Azuara: Virginia
- Ramón Barea: Director de ràdio local
- Ernesto Barrutia: Copiloto
- Saturnino García: Cap de ràdio
- Elixabete Hormaza: Portera
- Itziar Ituño: Elena
- Ander Lipus: Pablo
- Rakel Mazón: Infermera
- José Moreda: Obrer
- Melanie Olivares: Eva
- Víctor Palacio: Iñigo
- Mario Pardo: Pescador
- Jesús Pueyo: Control de so
- Alberto San Juan: Oscar
- Aiora Sedano: Leire